# Holcopogon
Holcopogon é um gênero de traça pertencente à família Agonoxenidae.